# Gallbaly
Galbally (irl. Gall Bhaile) – miasteczko w Irlandii w hrabstwie Limerick. Leży w środkowej części Irlandii w pobliżu miast: Tipperary, Mitchellstown, Limerick i Hospital.

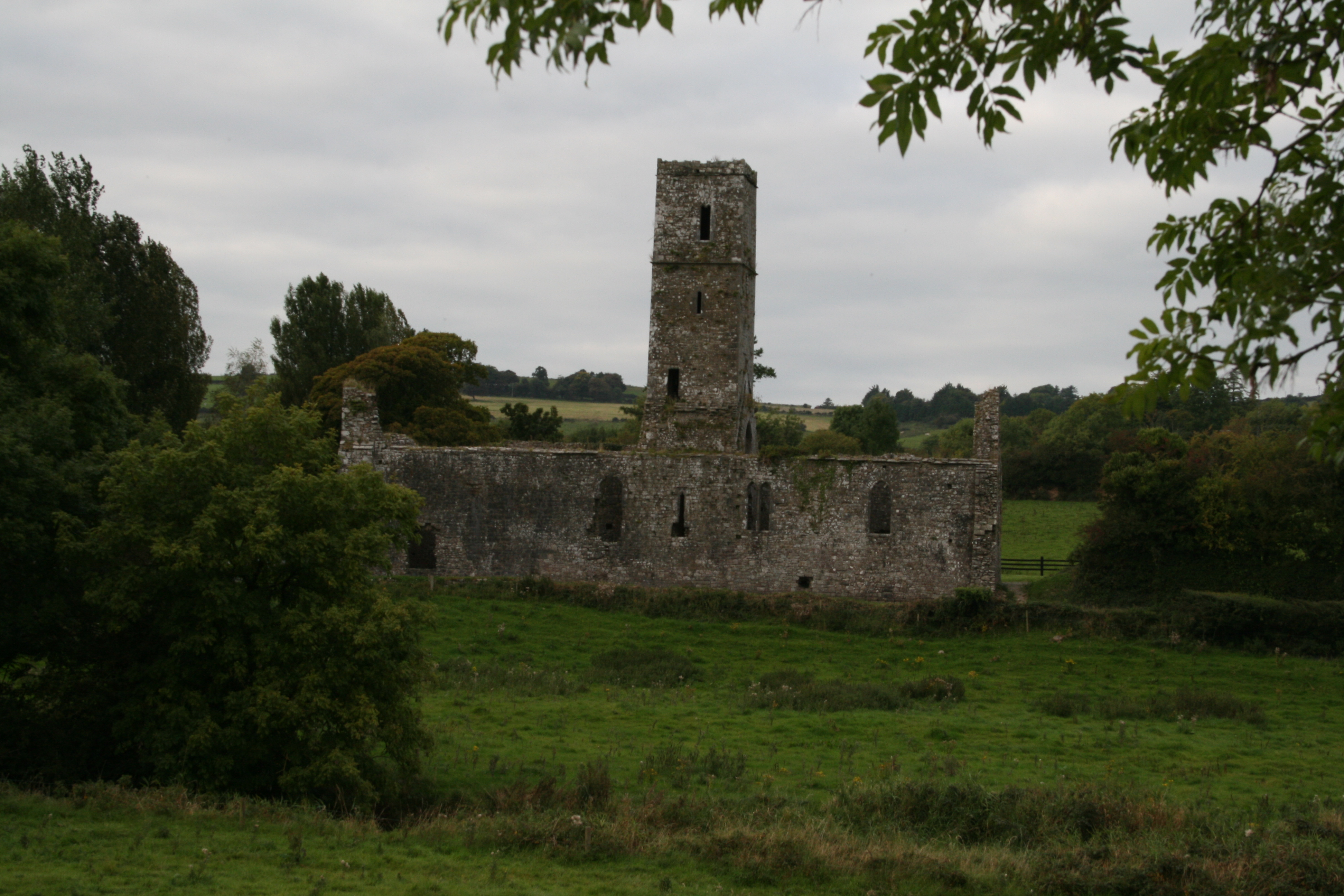
Ruiny opactwa Moor